# Runstens socken
Runstens socken på Öland (uttalas [rúnnsten]). ingick i Runstens härad, uppgick 1969 i Borgholms stad och området ingår sedan 1971 i Borgholms kommun och motsvarar från 2016 Runstens distrikt i Kalmar län.
Socknens areal är 48,82 kvadratkilometer allt land. År 2000 fanns här 482 invånare. Sockenkyrkan Runstens kyrka ligger i socknen mellan byarna Norra och Södra Runsten.

## Administrativ historik
Runstens kyrkas äldsta delar är daterade till 1100-talet. I skriftliga källor omtalas Runstens socken första gången 1299 ('in Ronasten'/'in Runæsten'). Runstens kyrksocken hade under medeltiden och 1500-talet samma omfattning som 1950 års normsocken. I administrativt hänseende räknades dock byarna Norra och Södra Bäck, Vanserum och Åkerby till Möckleby härad.
Vid kommunreformen 1862 övergick socknens ansvar för de kyrkliga frågorna till Runstens församling och för de borgerliga frågorna till Runstens landskommun. Denna senare uppgick 1952 i Gärdslösa landskommun och uppgick 1969 i Borgholms stad, från 1971 Borgholms kommun. Församlingen uppgick 2006 i Gärdslösa, Långlöt och Runstens församling.
1 januari 2016 inrättades distriktet Runsten, med samma omfattning som församlingen hade 1999/2000.
Socknen har tillhört samma fögderier och domsagor som Runstens härad. De indelta båtsmännen tillhörde 1:a och 2:a Ölands båtsmankompani.

## Geografi
Runstens socken ligger vid östra kusten av mellersta Öland. Socknen består av odlingsbygd i öster med lövskogsdungar inåt land.

## Fornminnen

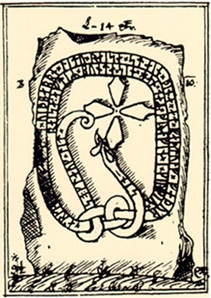
Bjärbystenen.

Några större gravrösen från bronsåldern finns här. I övrigt kommer fynden främst från tio järnåldersgravfält. Fyra runristningar har återfunnits vid Bjärby, Bjärbystenen, kyrkan, Ölands runinskrifter 31, Lerkaka, Ölands runinskrifter 37, och Södra Runsten.

## Namnet
Namnet (1283 Runasteen), taget från kyrkbyn, består av förledet runi (rinna), bäck, och efterledet sten, vilket ger en tolkning som 'stenen vid bäcken'. Det har alltså ingenting med fornminnesbeteckningen 'runsten' att göra och uttalas med kort -u-.

## Befolkningsutveckling
| Befolkningsutvecklingen i Runstens socken 1750–1990                                                     | Befolkningsutvecklingen i Runstens socken 1750–1990 | Befolkningsutvecklingen i Runstens socken 1750–1990 | Befolkningsutvecklingen i Runstens socken 1750–1990 | Befolkningsutvecklingen i Runstens socken 1750–1990 |
| --- | --------------------------------------------------- | --------------------------------------------------- | --------------------------------------------------- | --------------------------------------------------- |
| |                                                     |                                                     |                                                     |                                                     |
| År |                                                     |                                                     | Folkmängd                                           |                                                     |
| 1750 | 1750                                                |                                                     | 862                                                 |                                                     |
| 1760 | 1760                                                |                                                     | 911                                                 |                                                     |
| 1769 | 1769                                                |                                                     | 990                                                 |                                                     |
| 1780 | 1780                                                |                                                     | 906                                                 |                                                     |
| 1800 | 1800                                                |                                                     | 868                                                 |                                                     |
| 1810 | 1810                                                |                                                     | 845                                                 |                                                     |
| 1820 | 1820                                                |                                                     | 912                                                 |                                                     |
| 1830 | 1830                                                |                                                     | 1 033                                               |                                                     |
| 1840 | 1840                                                |                                                     | 1 149                                               |                                                     |
| 1850 | 1850                                                |                                                     | 1 189                                               |                                                     |
| 1860 | 1860                                                |                                                     | 1 179                                               |                                                     |
| 1870 | 1870                                                |                                                     | 1 278                                               |                                                     |
| 1880 | 1880                                                |                                                     | 1 285                                               |                                                     |
| 1890 | 1890                                                |                                                     | 1 136                                               |                                                     |
| 1900 | 1900                                                |                                                     | 1 006                                               |                                                     |
| 1910 | 1910                                                |                                                     | 872                                                 |                                                     |
| 1920 | 1920                                                |                                                     | 925                                                 |                                                     |
| 1930 | 1930                                                |                                                     | 880                                                 |                                                     |
| 1940 | 1940                                                |                                                     | 863                                                 |                                                     |
| 1950 | 1950                                                |                                                     | 799                                                 |                                                     |
| 1960 | 1960                                                |                                                     | 684                                                 |                                                     |
| 1970 | 1970                                                |                                                     | 517                                                 |                                                     |
| 1980 | 1980                                                |                                                     | 494                                                 |                                                     |
| 1990 | 1990                                                |                                                     | 481                                                 |                                                     |
| Anm: Källor: Umeå universitet - Tabellverket 1749-1859, Demografiska databasen, CEDAR, Umeå universitet |                                                     |                                                     |                                                     |                                                     |

### Fotnoter
1. 1 2 3  Svensk Uppslagsbok andra upplagan 1947–1955: Runsten socken
2. 1 2  Harlén, Hans; Harlén Eivy (2003). Sverige från A till Ö: geografisk-historisk uppslagsbok. Stockholm: Kommentus. Libris 9337075. ISBN 91-7345-139-8
3. 1 2  Det medeltida Sverige 4:3 Öland
4. ↑  ”Församlingar”. Statistiska centralbyrån. https://www.scb.se/hitta-statistik/regional-statistik-och-kartor/regionala-indelningar/forsamlingar/. Läst 30 december 2022.
5. ↑  Administrativ historik för Runsten socken (Klicka på församlingsposten). Källa: Nationella arkivdatabasen, Riksarkivet.
6. 1 2  Sjögren, Otto (1931). Sverige geografisk beskrivning del 2 Östergötlands, Jönköpings, Kronobergs, Kalmar och Gotlands län. Stockholm: Wahlström & Widstrand. Libris 9939
7. 1 2 3  Nationalencyklopedin
8. ↑  Fornlämningar, Statens historiska museum: Runstens socken
9. ↑  Fornminnesregistret, Riksantikvarieämbetet: Runstens socken Fornminnen i socknen erhålls på kartan genom att skriva in sockennamn (utan "socken") i "Ange geografiskt område"